# Saber Rider și Șerifii Stelari

Descriere 1

Saber Rider și Șerifii Stelari este un desen animat space-western din 1987 după o temă similară cu Galaxy Rangers și Bravestarr. Inițial o serie de desene animate din 1984 cunoscută sub numele de Star Musketeer Bismarck creată de Studio Pierrot, a obținut un succes moderat în Japonia. Drepturile de limba engleză la seria nouă au fost achiziționate de World Events Productions (WEP) în 1986. WEP a reorganizat și rescris seria, care a încorporat amândouă episoadele originale și a creat alte 6 noi înainte de lansarea acestuia sub numele de Saber Rider și Șerifii Stelari.

## Premisa
În viitorul îndepărtat oamenii s-au extins dincolo de Pământ și planetele colonizate de-a lungul universului, creând o nouă frontieră a oamenilor. Cu scopul de a proteja aceste noi colonii și de a menține legislația și reglementările în noua frontieră, Cavaleria de comandă a Pământului a fost creată. Cavalerie de comandă este, în esență, o organizație militară, care menține o armată și o flotă de nave pentru a proteja noua frontieră. În termen de Cavalerie de comandă este o unitate specială de agenti, cunoscută sub numele de Șerifii Stelari care a funcționat ca agenți de teren, investigând și comploturile împotriva securității noii frontiere.
Dușman principal al Cavaleriei de Comandă și al Șerifilor Stelari este o rasă de non-creaturi umane cunoscută sub numele de Ființe de Vapori (sau Outriders), care a sărit în dimensiunea noastră cu scopul de a o cuceri. Ei atacă coloniștii, distrug așezările umane și răpesc oameni, cu scopul de a mina diferite metale sau cristale de la sol.
Outriderii sunt superiori oamenilor în tehnologia de luptă, care posedă o legiune de roboți gigantici cu putere de foc stranie în raport cu care flotele Cavaleriei de comandă nu au egal. Pentru a avea o șansă împotriva unei astfel de supremații, Comandamentul Cavaleriei dezvoltă un prototip de navă cunoscut sub numele de "Ramrod Equalizer Unit" (sau doar Ramrod) care are capacitatea de a se transforma dintr-o navă spațială într-un robot foarte puternic, care poate lupta cu Outriderii în condiții egale.

## Personajele principale

### Șerifii Stelari
Saber Rider 
Personajul principal din versiunea americană a seriei, Saber Rider, este căpitan în Regatul Unit. El este un om tânăr, descris ca "legendarul" pentru îndemânarea sa în luptă și pentru faptul că ochește fără greș. Saber Rider este originar din Scoția, și este un expert atât în lupta cu săbii, cât și un foarte bun călăreț. El este, în general, descris ca fiind un domn bine educat, foarte isteț și neînfricat.
Saber (ocazional menționat ca "Sabia de top" în versiunea americană) călărește adesea un cal robotizat pe nume Steed, care are propulsoare de mare putere și capacitatea de a zbura, a alerga, și a funcția în spațiu. Cu toate acestea, nu a fost capabil să călătorească în spații îndepărtate, astfel Steed este păstrat stocat în zona de cargo al lui Ramrod, fiind utilizat în principal pentru a călători în jos spre planete din orbita sau utilizat pe suprafața planetei. Steed este aproape simțitor în natură (Saber a spus o dată în glumă cuiva să-i dea un cub de zahăr) și este capabil să recunoască vocea comandantului său și să lucreze independent atunci când Saber  este în pericol.
În versiunea japoneză (Sei Jushi Bismarck), personajul este numit Richard Lancelot și este de naționalitate britanică. Acest lucru explică British Union Jack pe partea superioară a brațului și casca de la uniforma lui. În Sei Jushi Bismarck, Richard Lancelot nu este căpitanul lui Ramrod (Bismarck), el este parte a unei echipe multi-naționale adunate pentru om Ramrod pentru a lupta împotriva invadatorilor Deathculas (Outriders).
 Fireball 
Fireball a fost odată pilot de curse și cel mai tânăr campion din toate timpurile. Fireball servește ca pilot al unității Ramrod și controlează, de asemenea, tunurile de artilerie și a armamentul greu situat în regiunea artileriei lui Ramrod. El conduce o mașină de curse pe care o numește Racer Red Fury / Turbo, care este înarmată cu un arsenal de arme extins. El are un temperament oarecum rapid și la un moment dat se laudă cu memoria sa perfectă.
Pe parcursul seriei el descoperă că tatăl său a fost un pilot de vânătoare ce a luptat alături de regele Jaray Legendarului Regat de Jarr atunci când Outriders au atacat prima dată în urmă cu cincisprezece ani. Sacrificându-se el însuși, tatăl său a trimis nava sa în nava de comandament lui Nemesis, jefuind Nemesis de corpul său și transmițându-le pe amândouă atât în dimensiunea Outriderilor unde el este încă pierdut până în această zi.
În versiunea originală Sei Jushi Bismarck, Fireball este numit Shinji Hikari, liderul japonez al echipajului. Steagul japonez este pe mâneca sa și pe casca sa.
 Colt 
Colt este introdus în serie ca un vânător de recompense pe urmele lui Vanquo, un spion Outrider. El deține o precizie aproape infailibilă cu arme de foc și servește ca trăgător la bordul Ramrod, controlând al șaselea fier în timp ce Fireball controlează tunurile de artilerie. Caracterul său este descris ca un fel de singuratic, dar, de asemenea, ca un flirt scandalos, făcând treceri (cea mai mare parte nereușite) de la aproape fiecare femeie pe care o întâlnește. Părinții lui au fost atacați și, probabil, uciși de Outriders atacându-i chiar după ce Colt a plecat ca să se alăture unui rodeo de călătorie. Acest eveniment l-a determinat să devină un vânător de recompense.
Pentru transportul personal și luptele solo el folosește o navă spațială (de un singur om) pe nume Bronco Buster, de culoare albastru și alb. În versiunea japoneză, personajul se numește Bill Wilcox și provine din Statele Unite, prin urmare, un steag american este văzut ca un plasture pe uniforma lui.
 April Eagle 
April Eagle este fiica comandantului Eagle, și inginerul care a proiectat și a fost responsabil de Proiectul Ramrod. Ea a fost instruită la Comandamentul de Cavalerie sub conducerea generalului Whitehawk. Înainte de a se alătura șerifilor stelari ea a fost un jucător de tenis profesionist. La începutul episoadelor seriei, April a avut o pasiune neîmpărtășită pentru Saber Rider, care ar putea explica de ce în episoadele produse WEP April are un cal robotic numit Nova cu abilitățile calului lui Saber.
De-a lungul seriei, cele trei interese (de dragoste) ale lui April au fost Sabre Rider (unilateral din partea ei), Jesse Blue (unilateral din partea lui), și Fireball (eventual reciproca pe ambele părți). Este un capriciu interesant al versiunii americane seria în care eroina nu sfârșește cu eroul principal Saber Rider (Fireball / Hikari a fost eroul în versiunea japoneză originală.).
În versiunea japoneză, April este cunoscută sub numele de Marian Louvre și ea este de naționalitate franceză, motiv pentru care ea poartă uniforma tricolorul francez.
 Comandantul Eagle                                   
Tatăl lui April, comandantul Eagle, este liderul Comandamentului de Cavalerie, care include toate flotele și armatele care protejează Systems United Star - inclusiv unitățile speciale de forțe cunoscute sub numele de șerifi stelari.
Eagle ia în serios responsabilitățile sale, dar în străfundul său are o inimă caldă și o natură grijulie. Comandantul Eagle își iubește fiica și sprijină cu pasiune proiectul Ramrod.
În versiunea japoneză, numele personajului este Charles Louvre.

### Outriderii (Deathculas)
Outriderii sunt umanoizi care provin dintr-o altă dimensiune numită Zona Vapor. Ei nu au nevoie de oxigen, dar necesită cantități mari de apă. Ei au stăpânit, de asemenea, capacitatea de a se deghiza ca ființe umane, până la punctul în cazul în care chiar și o examinare medicală nu ar putea dezvălui identitatea lor adevărată.
Existența lor personală este sumbră, astfel cum este dimensiunea lor de origine, și și-au risipit toate resursele de pe planeta lor de origine, forțându-i să se mute pe o planetă artificială. Se spune adesea că Outriderii nu știu cum să se distreze, dar de fapt, ei sunt la fel ca ființele umane. Este din cauza incapacității liderul lor Nemesis de a se bucura de faptul că ei se spune că sunt incapabili să se bucure. Ei doresc să poată cuceri omenirea și de a controla universul nestingherit, gândind că dimensiunea umană are mult mai multe de oferit decât a lor. Atunci când un comis-voiajor este împușcat sau răniți, ei nu mor, ci mai degraba "trec în altă dimensiune", un proces în care dispar și revin la dimensiunea lor de origine pentru a se reforma, nelăsând în urmă nici o urmă. Un salt în alta dimensiune auto inițiat nu lasă nici o urmă.
În versiunea japoneză, gazul verde nu înseamnă că Outriderii se teleportează, ci de fapt înseamna că au murit.
 Nemesis (Hyuza) 
O ființă imensa, cu un chip întunecat, acoperit de o mască. Nemesis este geniul răului responsabil de Outriderii renegați. El a creat Drumul vaporilor care permite Outriderilor să treacă de la dimensiunea lor în dimensiunea umană și el este creierul din spatele sistemelor lor insidioase. În ultimele episoade din seria aceasta este dezvăluit faptul că Nemesis este un cyborg, și conștiința lui, de asemenea, ca a fost creat datorită unui program Nth, un calculator artificial puternic pe de planeta comis-voiajor.
Saber Rider este singurul membru al șerifilor stelari care l-a întâlnit pe Nemesis unu-la-unu. În episodul"Stampede",cei doi se confruntă unul cu celălalt într-un duel cu sabie laser, după ce Saber a trecut în Zona Vapor în urma unei nave comis-voiajor care călătorea de-a lungul Traseului Vapor. Când Saber Rider a fost pe punctul de a câștiga duelul, Nemesis s-a salvat prin golirea oxigenului din camera în care se luptau (Outriderii nu au nevoie de oxigen), făcându-l pe SaberRider inconștient.
 Jesse Blue (Perios) 
Un personaj oarecum neobișnuit cautat cu părul albastru-verde și un baleiaj sarcastic, Jesse Blue a fost un cadet promițător la Comandamentul de Cavalerie până când s-a îndrăgostit de April Eagle în timpul unui exercițiu de antrenament. Atunci când April a respins avansurile lui și din greșeală l-a făcut de rușine în fața celorlalți cadeți s-a întors împotriva șerifilor stelari și și-a cultivat o ranchiună personală împotriva lui Saber Rider, gândindu-se că a fost afecțiunea lui April pentru Saber Rider, care a făcut-o să refuze iubirea lui.
Jesse a plantat o bombă la bordul Ramrod în încercarea de a-l ucide pe Saber Rider, dar atunci când a aflat că April era la bord în momentul în care urma detonarea, el a intrat în panică și a mărturisit ceea ce a făcut lui Saber. Deși a fost prea târziu pentru a opri bomba să explodeze, Saber a reușit să ajungă la Ramrod la timp pentru a preveni nava să fie distrusă.
Jesse Blue a scăpat în timp ce Saber Rider era astfel ocupat și a devenit un fugar, întorcând spatele Cavaleriei de Comandă și unindu-și eforturile cu cele ale Outriderilor. El a devenit obsedat de înfrângerea șerifilor stelari și de cucerirea Noii Frontiere.
În versiunea japoneză, cu toate acestea, Perios nu este un om, ci o Deathcula. Nu există nicio poveste de dragoste între el și Marianne.
 Gattler 
Gattler (ocazional preferat ca Gattler Gălăgiosul) poartă o mască de prevestitor din spațiu, pe care, atunci când o îndepărtează dezvăluie forma sa de om posac, personaj negativ întunecos. tiranic, cu o inimă de piatră, Gattler răspunde numai în fața lui Nemesis.
 Vanquo 
Vanquo este un comis-voiajor fantomatic cu ochii vacante și o față lungă palidă - el este un personaj sinistru, cu un râs refrigerent. Îmbrăcat într-o serape și sombrero el este un tip incredibil de rapid.
Vanquo a avut în cele din urmă o soartă ciudată pentru un Outrider: el a devenit om. El s-a confruntat cu Saber Rider în zona Vapor la scurt timp după duelul lui Saber cu Nemesis în "Stampede". Vanquo este prezentat o figură mai degrabă jalnică, abandonată de Nemesis și știind că a fost învins, el a fost la mila lui Saber.
Saber Rider a motivat faptul că în cazul în care l-ar împușca pe Vanquo în interiorul Zonei Vapor el nu ar fi capabil de a sări dimensiunea și reforma din nou, din moment ce era deja 'în' dimensiunea lui proprie. Acest lucru ar fi însemnat că împușcarea lui Vanquo l-ar face o ființă solidă. Saber l-a consolat pe Vanquo spunându-i ca i-ar placea sa fie un om. Și când fapta a fost realizată, Vanquo se uită în jos la trupul sau omenesc și a spus fericit oarecum in lacrimi "Cred că s-ar putea."
Vanqou a fost văzut ultima dată făcând ceea ce este părea întotdeauna: ca și s-ar fi îmbrăcat pentru a fi un cowboy.

## Vehiculele
Ramrod 
Ramrod (sonor redat de către Peter Cullen care a redat si Optimus Prime serialul de desene animate din anii '80s Transformers) care a fost lansat de April Eagle (in versiunea americană) ca "arma miracol" tehnologică, cu care omenirea s-ar fi putut opune Outriderilor (comis-voiajorilor). Deși poate să zboare cu o singură persoană, nava este proiectată pentru a fi operată de patru persoane, fiecare așezați în unități separate, care controlează funcții specifice: navigare (April), unitate de artilerie (Colt), pilot (Fireball) comandantul/tacticianul (Saber). Odată ce secvența de transformare este inițiată nava se transformă într-un robot de luptă enorm. Acest robot este uneori menționat ca "Marele Serif".
Practic nava șerifilor stelari se transforma intr-un robot gigant în principal atunci când serifii stelari se confrunta cu forma de robot gigant a Outriderilor, care este cunoscut ca un renegat sau unitate Desperado. In fata teroarei declansata de robotul inamic, "Marele Serif" rezista intotdeauna cu indarjire, castigand intotdeauna lupta - insa deseori inregistrand pagube importante.
Ramrod a fost numit Bismarck în versiunea japoneză, de unde și numele de Sei Jushi Bismarck. Numele Americanizat pentru cuirasatul Bismarck, "Ramrod", probabil provine de la un argou cowboy prin "Ramrod" si se refera la persoana responsabilă de echipă, liderul grupului, sau persoana care rezolvă treaba.

## Muzica
Muzica din desenul animat a fost realizată de Dale Schacker. Dale Schacker a avut deplină libertate artistică pentru crearea muzicii și a utilizat propriile sale idei pentru compunerea lor, fără nici o intervenție. În ciuda faptului că muzica folosește synthpop instrumentul predominant este chitara electrică nu un sintetizator, creând astfel un sunet unic. Muzica este compusă, de asemenea, în mod intenționat cu o temă recurentă muzicală (un fel de Laitmotiv), astfel încât desenul să fie ușor de recunoscut. Această muzică adaugă un sentiment de familiaritate de fiecare dată când este vizualizat desenul animat. În ciuda acestui aspect, muzica nu are sunet plictisitor deoarece numai elementele-cheie ale compoziției se repetă, utilizând sunete diferite. Muzica vocală de la început și din închidere, de asemenea, a fost realizată de Dale Schacker.
Cele două melorii OST sunt valabile și sunt conținute pe 2 cd-uri.
- Saber Rider and the Star Sheriffs - Soundtrack I
- Saber Rider and the Star Sheriffs - Soundtrack II

## Listă distribuție
- Rob Paulsen - Saber Rider, Jesse Blue[1]
- Pat Fraley - Fireball
- Pat Musick - April Eagle
- Townsend Coleman - Colt
- Peter Cullen - Narrator, Commander Eagle, Nemesis, Ramrod
- B.J. Ward - Emily Wyeth, Sincia
- Cam Clarke - Philip
- Lennie Weinrib - Colonel Wyatt
- Neil Ross - Buck, Grimmer

## Lista episoadelor
| US# | JP# | Titlu                                      | Titlu japonez                              | Data difuzării (SUA) |
| --- | --- | ------------------------------------------ | ------------------------------------------ | -------------------- |
| 01. | 01. | "Star Sheriff Round Up"                    | ??????? Uchu no Bokenyaro                  | septembrie 14, 1987  |
| 02. | —   | "Cavalry Command"                          | (fără variantă japoneză)                   | septembrie 15, 1987  |
| 03. | —   | "Jesse’s Revenge"                          | (fără variantă japoneză)                   | septembrie 16, 1987  |
| 04. | 02. | "Iguana Get To Know You"                   | ?????????? Ore to Aitsu to Ano Yaro        | septembrie 17, 1987  |
| 05. | 14. | "Little Hombre"                            | ???·??????? Rasuto Shuutingu               | septembrie 18, 1987  |
| 06. | 21. | "Greatest Show On The New Frontier"        | ???????·??? Kyofu no Robotto Shoo          | septembrie 21, 1987  |
| 07. | 03. | "Little Pardner"                           | ??????? Chisana Nahoankan                  | septembrie 22, 1987  |
| 08. | 04. | "Brawling Is My Calling"                   | ?????·??????! Desukyuura Supai wo Utte!    | septembrie 23, 1987  |
| 09. | 08. | "Wild Horses Couldn't Drag Me Away"        | ??????·??? Nazo no Supeesu Hoosu           | septembrie 24, 1987  |
| 10. | 16. | "The Castle Of The Mountain Haze"          | ???????? Yomigaeru Kishido                 | septembrie 25, 1987  |
| 11. | 41. | "Oh Boy! Dinosaurs!"                       | ???? Kyoryu no Sei                         | septembrie 28, 1987  |
| 12. | 24. | "Four Leaf Clover"                         | ????????? Yotsuyo no Kuroobaa              | septembrie 29, 1987  |
| 13. | —   | "The Highlanders"                          | (fără variantă japoneză)                   | septembrie 30, 1987  |
| 14. | 29. | "What Did You Do On Your Summer Vacation?" | ????????? Saikai, Soshite Tabidachi        | octombrie 1, 1987    |
| 15. | 31. | "Jesse Blue"                               | ??????????? Andoromeda Kara Kita Otoko     | octombrie 2, 1987    |
| 16. | 05. | "Show Down At Cimarron Pass"               | ??!! ????? Gekitotsu! Kouya no Kessen      | octombrie 5, 1987    |
| 17. | —   | "The Saber And The Tomahawk"               | (fără variantă japoneză)                   | octombrie 6, 1987    |
| 18. | —   | "All That Glitters"                        | (fără variantă japoneză)                   | octombrie 7, 1987    |
| 19. | 06. | "Sole Survivor"                            | ????????? Bishojo Erisu no Himitsu         | octombrie 8, 1987    |
| 20. | 07. | "Legend Of The Santa Fe Express"           | ??????? Chisana Ai no Monogatari           | octombrie 9, 1987    |
| 21. | 13. | "Snake Eyes"                               | ????? Shinigami Kiddo                      | octombrie 12, 1987   |
| 22. | 10. | "Famous Last Words"                        | ???????? Ganimede no Kishogun              | octombrie 13, 1987   |
| 23. | 11. | "Sharpshooter"                             | ??????? Oitaru Fushicho                    | octombrie 14, 1987   |
| 24. | 12. | "The Monarch Supreme"                      | ??????????? Hoshizora no Kurisumasu Karoru | octombrie 15, 1987   |
| 25. | 26. | "Gattler’s Last Stand"                     | ????????? Ganimede Saigo no Kessen         | octombrie 16, 1987   |
| 26. | 32. | "Dooley"                                   | ?????·???? Desukyuuran Hantaa              | octombrie 19, 1987   |
| 27. | 09. | "The Hole In The Wall Gang"                | ?????? Ashita He no Takakai                | octombrie 20, 1987   |
| 28. | 22. | "The All Galaxy Grand Prix"                | ??!! ????? Bakuhatsu!! Shi no Reesu        | octombrie 21, 1987   |
| 29. | 15. | "Snow-Blind"                               | ????? Hagukin no Ketto                     | octombrie 26, 1987   |
| 30. | 17. | "Tranquility"                              | ???????? Kimi no Te De Mura wo Mamore      | octombrie 27, 1987   |
| 31. | 33. | "Bad Day At Dry Gulch"                     | ???????! Yurei Sentai o Takate!            | octombrie 28, 1987   |
| 32. | 39. | "Snowcone"                                 | ??????? Magokoro ga mieta toki             | noiembrie 2, 1987    |
| 33. | 40. | "Sneaky Spies"                             | ?????????? Ma no Reto Sei Fiirudo          | noiembrie 3, 1987    |
| 34. | —   | "Stampede"                                 | (fără variantă japoneză)                   | noiembrie 4, 1987    |
| 35. | 27. | "The Challenge (1)"                        | ?????? ACT-1 Atanaru Ketsui Akuto Wan      | noiembrie 9, 1987    |
| 36. | 28. | "The Challenge (2)"                        | ?????? ACT-2 Atanaru Ketsui Akuto Tsuu     | noiembrie 10, 1987   |
| 37. | 25. | "Born on the Bayou"                        | ??! ?????·??? Mobaku! Burasutaa Purusu     | noiembrie 11, 1987   |
| 38. | 37. | "April Rides"                              | 50%??? Go-juu Paasento no Kake             | noiembrie 16, 1987   |
| 39. | 38. | "The Walls Of Red Wing"                    | ????WARS! Wampaku Woosu!                   | noiembrie 17, 1987   |
| 40. | 35. | "Jesse’s Girl"                             | ?????? Josenshi Chiruka                    | noiembrie 18, 1987   |
| 41. | 18. | "The Amazing Lazardo"                      | ???????? Jigoku Kara Kita Seija            | 18 august 1988       |
| 42. | 19. | "I Forgot"                                 | ????????? Himitsu Ansatsukeikaku o Abake   | 19 august 1988       |
| 43. | 34. | "Lend Me Your Ears"                        | ?????! Niji ni Negai o!                    | 22 august 1988       |
| 44. | 43. | "Born To Run"                              | ???????? Desukyuura no Himitsu             | 23 august 1988       |
| 45. | 44. | "The Legend Of The Lost World"             | ???? Hoshi no Shinwa                       | 24 august 1988       |
| 46. | 45. | "The Rescue"                               | ??! ??????? Dakkai! Ruveeru Hakushi        | 25 august 1988       |
| 47. | 46. | "Eagle Has Landed"                         | ???????! Bisumaruku Kaitai                 | 26 august 1988       |
| 48. | 47. | "Cease Fire"                               | ????? Senshi no Fukkatsu                   | 29 august 1988       |
| 49. | 48. | "Alamo Moon"                               | ???????????! Haipaafoton Pohatsui          | 30 august 1988       |
| 50. | 49. | "The Nth Degree"                           | ???????????! Heruperidesu wo Gekihaseyo!   | 31 august 1988       |
| 51. | 50. | "Who is Nemesis?"                          | ???????? Heruperidesu Dasshutsu            | septembrie 1, 1988   |
| 52. | 51. | "Happy Trails"                             | ??? Yume Ginga                             | septembrie 2, 1988   |
| —   | 20. | (fără variantă americană)                  | ?????? Kiken na Raihousha                  |                      |
| —   | 23. | (fără variantă americană)                  | ?????·???? Kyaputen Horidee                |                      |
| —   | 30. | (fără variantă americană)                  | ??! ?????? Tatakae! Heiwa no Tame ni       |                      |
| —   | 36. | (fără variantă americană)                  | ????????? Junoo Sei Kyushutsu Sakusen      |                      |
| —   | 42. | (fără variantă americană)                  | ?????! Daiyosai Sekkin                     |                      |

Drepturile emisiunilor occidentale sunt deținute în prezent de către Global Events Productions, care dețin, de asemenea, drepturile asupra Voltron  and Denver, the Last Dinosaur.

## Disponibilitate
Anterior, zece episoade din Saber Rider au fost lansate pe DVD in America in 'The Best of Saber Rider vol. 1' de catre U.S. titularii de drepturi World Events Productions. Mai multe episoade au fost, de asemenea, lansate pe casetă video. In Otakon 2008 WEP a anunțat că întreaga serie va fi lansată pe DVD prin intermediul VCI Entertainment. Primul dintre cele trei seturi de DVD-uri a fost lansat în noiembrie 18, 2008.
Al doilea DVD a fost lansat in 25 august 2009.
In UK un DVD, numit Saber Rider and the Star Sheriffs-Volume 1, a fost lansat de către Anchor Bay Entertainment și două DVD-uri suplimentare au fost lansate la casa lor de discuri Kids Entertainment. Întreaga serie a fost lansată în limba germană în 10 DVD-uri. Edițiile speciale a Volumelor 5 și 10 au fost incluse în carcase de 5 DVD-uri fiecare. O casetă de ediție limitată oferind seria completă, precum și trei persoane de staniu a fost, de asemenea, lansată.
Compania Germana Anime House, care initial a lansat 10 DVD, a stabilit, a planificat sa lanseze originala serie Japaneza subtitrata in limba germana, de asemenea, dar a fost oprita din cauza unor probleme de copyright.
Recent Anime House a difuzat cate un singur episod T-Online VOD in Germania la pretul de 0,95€ fiecare.
Seria Completa pe DVD a serialului Saber Rider and the Star Sheriffs este setat spre a fi lansata pe 20 Octobrie 2009.